# Héctor Hernández
Héctor Hernández Marrero (Las Palmas de Gran Canaria, 14 september 1995) is een Spaans voetballer die bij voorkeur als aanvaller speelt. Hij stroomde in 2014 door vanuit de jeugd van Atlético Madrid.

## Clubcarrière
Hernández komt uit de jeugdacademie van Atlético Madrid. In juli 2013 werd hij gepromoveerd naar het tweede elftal, dat in de Segunda División B uitkomt. Op 18 december 2013 mocht hij debuteren voor Atlético Madrid in de Copa del Rey tegen het Catalaanse UE Sant Andreu. Diego Simeone deed voor dit duel beroep op een volledig B-elftal. Hernández viel na 77 minuten in voor Léo Baptistão en scoorde één minuut later de gelijkmaker. In blessuretijd scoorde Toby Alderweireld het winnende doelpunt voor Atlético.

## Interlandcarrière
Hernández debuteerde in 2013 voor Spanje –19, waarvoor hij reeds één doelpunt scoorde uit vier interlands.
1 Musso ·
2 Giménez ·
3 Azpilicueta ·
4 Gallagher ·
5 De Paul ·
6 Koke  ·
7 Griezmann ·
8 Barrios ·
9 Sørloth ·
10 Correa ·
11 Lemar ·
12 Lino ·
13 Oblak ·
14 Llorente ·
15 Lenglet ·
16 Molina ·
17 Riquelme ·
19 Álvarez ·
20 Witsel ·
21 Galán ·
22 G. Simeone ·
23 Reinildo ·
24 Le Normand ·
Coach: D. Simeone
· Assistent-coach: López
· Assistent-coach: Vivas